# Ivanti
Ivanti est une entreprise de cybersécurité sise à South Jordan, dans l'Utah, aux États-Unis.
Elle produit des logiciels pour la sécurité des systèmes d'information, la gestion des services informatiques, la gestion des actifs informatiques, la gestion unifiée des endpoints, la gestion des identités et la gestion de la chaîne logistique.
Elle est créée en janvier 2017 par la fusion de Landesk et Heat Software, puis acquiert Cherwell Software.
L'entreprise est surtout connue pour ses solutions de réseau privé virtuel (VPN).

## Failles de sécurité
Plusieurs solutions d'Ivanti comprennent de nombreuses failles critiques, notamment son EPMM[Quoi ?], son EDM[Quoi ?] Avalanche (gestion des terminaux mobiles) et son EPM[Quoi ?] (Endpoint Manager),.
En janvier 2024, l'Agence nationale de la sécurité des systèmes d'information (ANSSI) signale qu'une centaine d'organisations françaises ont été attaquées par l'exploitation de failles dans deux logiciels de la société Ivanti : Ivanti Connect Secure et Policy Secure Gateways.
En février 2024, l'agence nationale de la sécurité des systèmes d'information (CISA) américaine est victime d'un piratage à la suite d'exploitation de failles de sécurité sur des solutions d'Ivanti. Lors de cet incident, le CISA ordonne la déconnexion de tous les appareils utilisant Ivanti Connect Secure et Policy Secure VPN sous 48 heures pour 102 agences étatiques.
Le 8 janvier 2025, deux alertes de sécurité sur l'application Ivanti sont publiées dans un bulletin d'alerte par l'entreprise sous les noms CVE-2025-0282 et CVE-2025-0283 . La première faille permet notamment d'exécuter du code à distance.
En septembre 2024, une campagne d’intrusion chinoise baptisée Houken vise des institutions et entreprises françaises des télécoms, transports, médias et de la finance. Elle exploite des failles zero-day sur des équipements Ivanti. l'ANSSI français relie cette campagne au groupe UNC5174, lié aux institutions chinoises,.